# 8028 Joeengle
8028 Joeengle este un asteroid din centura principală de asteroizi.

## Descriere
8028 Joeengle este un asteroid din centura principală de asteroizi. A fost descoperit pe 30 august 1991 la Siding Spring de Robert H. McNaught. Asteroidul prezintă o orbită caracterizată de o semiaxă mare de 3,11 ua, o excentricitate de 0,21 și o înclinație de 23,3° în raport cu ecliptica.